# Кеґейлійський район
Кеґейлійський район (кар. Kyegyeyli rayoniʻ; узб. Кегейли тумани, Kegeyli tumani) — район в Узбекистані, Республіка Каракалпакстан. Розташований у центральній частині республіки. Центр — міське селище Кеґейлі.
Межує на півночі з Муйнацьким, на сході з Чимбайським і Караузяцьким, на південному заході з Нукуським, на заході з Канликульським і Кунградським районами.
Через район протікають рукав Амудар'ї Акдар'я, канали Кеґейлі, Куванишджарма, Абад'ярмиш, Шуртамбай, Єркіндар'я та ін. Тут знаходиться Дауткольське водосховище.
Через район проходять автошляхи Тахтакупир — Чимбай — Нукус, Казанкеткен — Халкабад, Караузяк — Халкабад; залізниця Найманкуль — Чимбай.
Населення району 58 584 мешканці (перепис 1989), у тому числі міське — 20 053 мешканці, сільське — 38 531 мешканець.
У 2004 році до складу Кеґейлійського району була включена частина Бозатауського району (сільські сходи Аспантай, Єркіндар'я, селище Казанкеткен).
Станом на 1 січня 2011 року до складу району входили 1 місто (Халкабад), 2 міських селища (Казанкеткен, Кеґейлі) і 9 сільських сходів громадян.
| Назва      | Центр          |
| ---------- | -------------- |
| Абад       | нп Гобдір      |
| Актуба     | мс Кеґейлі     |
| Аспантай   | нп Аспантай    |
| Єркіндар'я | нп Єркіндар'я  |
| Жалпакжап  | нп Абад        |
| Жанабазар  | нп Карашокі    |
| Кизилуй    | м. Халкабад    |
| Кумшункуль | нп Аралбай     |
| Кусканатау | нп Казанкеткен |